# Åke Sandberg
Åke Sandberg (* 1944) ist ein schwedischer Soziologe.
Sandberg studierte Ökonomik und Soziologie in Göteborg, Stockholm und Uppsala. An der Universität von Uppsala wurde er mit einer Dissertation über die Grenzen demokratischer Planung promoviert (1976).
Er arbeitete viele Jahre als Forschungsdirektor am interdisziplinären Arbetslivscentrum (The Swedish Centre for Working Life) und seit den 1990er Jahren an dessen Nachfolgeinstitution National Institute for Working Life. Nach dessen Schließung im Jahre 2007 wechselte er als Professor an die soziologische Fakultät der Universität Stockholm. Seine Arbeits- und Forschungsschwerpunkte sind Arbeits-, Organisations- und Wirtschaftssoziologie.
Sandberg hat als Gastprofessor an Universitäten in Dänemark, Australien und Frankreich gelehrt und repräsentative Funktionen im Research Committee on Participation, Organizational Democracy and Self-Management (RC10) der International Sociological Association wahrgenommen.

## Schriften
- (Hrsg.): Computers Dividing Men and Work - Recent Scandinavian Research in Planning and Computers from a Trade Union Perspective. Stockholm 1979.
- Technological Change and Co-Determination in Sweden. Temple University Press, Philadelphia 1992.
- (Hrsg.): Enriching Production: Perspectives on Volvo’s Uddevalla Plant as an Alternative to Lean Production. Avebury, Aldershot 1995.